# Cæcilia Holbek Trier
Cæcilia Margrethe Holbek Trier (* 16. April 1953 in Kopenhagen; † 21. November 2023) war eine dänische Schauspielerin, Regisseurin und Drehbuchautorin.

## Leben
Cæcilia Holbek studierte von 1973 bis 1977 an der dänischen Designschule Grafik mit Schwerpunkt Fotografie. Anschließend absolvierte sie an der Dänischen Filmhochschule eine Ausbildung in der Fachrichtung Regie, wo sie ihren späteren Ehemann Lars von Trier kennengelernt hatte. Holbek Trier war an einigen dänischen Filmen und Fernsehserien als Schauspielerin, Regisseurin und Drehbuchautorin beteiligt.
Sie starb am 21. November 2023 im Alter von 70 Jahren.

## Familie
Aus der im Jahr 1996 geschiedenen Ehe mit Lars von Trier stammen zwei Töchter. Holbek Trier war die Schwester des Schlagzeugers und Filmkomponisten Joachim Holbek, der viel für Lars von Trier arbeitete, und der dänischen Schauspielerin Ursula Holbek (* 1954). Ihre Mutter Hanne Holbek (1933–2011) war ebenfalls Schauspielerin und war seit 1962 mit dem dänisch-norwegischen Schriftsteller Aksel Sandemose (1899–1965) sowie ab 1965 mit dem norwegischen Journalisten und Schriftsteller Odd Hjorth-Sørensen (1918–1973) verheiratet.

## Filmografie
Darstellerin
- 1970: Bjurra
- 1987: Epidemic
- 1991: Triers element (Fernsehserie)
- 1991: Europa
- 2008: Tomme rum

Drehbuchautorin
- 1984: Varm mad – et volkekøkken
- 1985: Der findes ingen stjerner
- 1997: Nonnebørn
- 2001: Susanne Sillemann
- 2001: Null Bock auf Landluft (Send Mere Slik)
- 2003: Tusindfødt – digteren Pia Tafdrup
- 2004: Homulus spectaculus
- 2006: Sofies år

Regisseurin
- 1984: Varm mad – et volkekøkken (Dokumentarfilm)
- 1985: Der findes ingen stjerner
- 1994: Den usynlige kunst (Dokumentarfilm)
- 1997: Nonnebørn
- 1999: Sut slut finalen (Dokumentarfilm)
- 2001: Susanne Sillemann (Kurzfilm)
- 2001: Null Bock auf Landluft (Send mere slik)
- 2003: Tusindfødt – digteren Pia Tafdrup (Dokumentar-/Portraitfilm)
- 2004: Homulus spectaculus (Dokumentarfilm)
- 2006: Sofies år in Robust (Dokumentarfilm)
- 2008: Tomme rum (Dokumentarfilm)
- 2014: The Villa: My Life as a Nuns’ Child (Dokumentarfilm)

Kamera und Elektrik (Drehstab)
- 1987: Epidemic

Produzentin
- 1980: Musiksalon (Fernsehserie)

## Nominierung
Für den Film Null Bock auf Landluft, auch unter Titel Schickt mehr Süßes bekannt (Send Mere Slik), wurde sie 2002 für den dänischen Filmpreis Robert in der Kategorie Beste Regie nominiert.